# Olympiakos Syndesmos Filathlōn Peiraiōs 2022-2023 (pallavolo maschile)
Questa voce raccoglie le informazioni riguardanti l'Olympiakos Syndesmos Filathlōn Peiraiōs nella stagione 2022-2023.

## Organigramma societario
Area direttiva
- Presidente: Michalīs Kountourīs
- Team manager: Nikos Mantouvalos

Area tecnica
- Allenatore: Alberto Giuliani
- Allenatore in seconda: Antōnīs Vourderīs
- Assistente allenatore: Kyriakos Moutesidīs
- Scoutman: Giannīs Geōrgiadīs

Area sanitaria
- Preparatore atletico: Giōrgos Tsikourīs
- Fisioterapista: Nikos Skondras, Tzoulia Verta

## Rosa
| N° | Nome                     | Ruolo | Data di nascita  | Nazionalità sportiva |
| -- | ------------------------ | ----- | ---------------- | -------------------- |
| 2  | Alen Pajenk              | C     | 23 aprile 1986   | Slovenia             |
| 3  | Dīmītrīs Gkaras          | L     | 12 novembre 1985 | Grecia               |
| 4  | Dīmītrīs Komītoudīs      | P     | 4 ottobre 1995   | Grecia               |
| 5  | Tonček Štern             | O     | 14 novembre 1995 | Slovenia             |
| 6  | Mateo Chasmpala          | P     | 22 maggio 2004   | Grecia               |
| 8  | Gustavo Bonatto          | C     | 2 gennaio 1986   | Brasile              |
| 9  | Nikolaos Papaggelopoulos | C     | 17 novembre 1988 | Grecia               |
| 10 | Rafaīl Koumentakīs       | S     | 5 maggio 1993    | Grecia               |
| 11 | Spyros Chandrinos        | S     | 24 febbraio 2001 | Grecia               |
| 12 | Nikos Zoupanīs           | O     | 18 marzo 1989    | Grecia               |
| 14 | Dragan Travica           | P     | 28 agosto 1986   | Italia               |
| 15 | Dīmītrīs Tziavras        | L     | 16 febbraio 1999 | Grecia               |
| 16 | Crysostomos Koltsiakis   | L     | 6 febbraio 1990  | Grecia               |
| 17 | Anestīs Dalakouras       | S     | 18 giugno 1993   | Grecia               |
| 18 | Apostolos Petsias        | P     | 29 luglio 2003   | Grecia               |
| 22 | Dīmosthenīs Linardos     | C     | 14 febbraio 1997 | Grecia               |
| 23 | Salvador Hidalgo         | S     | 27 dicembre 1985 | Cuba                 |